# Jean-Claude Nallet
Jean-Claude Nallet   (Champdor, 15 de març de 1947 - Mont-Saint-Aignan, 20 d'agost de 2023) fou un atleta francès, especialista en les 400 metres i 400 metres tanques, que va competir durant les dècades de 1960 i 1970. S'havia iniciat en els 200 i 400 metres, per a partir de 1970 centrar-se en els 400 metres tanques. Fou casà amb la gimnasta olímpica Chantal Seggiaro.
El 1968 va prendre part en els Jocs Olímpics d'Estiu de Ciutat de Mèxic, on disputà dues proves del programa d'atletisme. Fou vuitè en la prova del 4x400 metres i quedà eliminat en semifinals en els 400 metres. Quatre anys més tard, als Jocs de Múnic, quedà eliminat en semifinals en els 400 metres tanques.
En el seu palmarès destaquen cinc medalles al Campionat d'Europa d'atletisme, dues d'or, dues de plata i una de bronze, entre les edicions de 1966 i 1974, i una medalla d'or i una de plata als Jocs del Mediterrani de 1975.
A nivell nacional va ser campió de França dels 400 metres del 1968 al 1971 i dels 400 metres tanques el 1974, 1975 i 1978. Millorà tres vegades rècord francès dels 400 metres, dues vegades dels 400 metres tanques i tres vegades del 4x400 metres.

## Millors marques
- 400 metres. 45.1" (1970)
- 400 metres tanques. 48.6" (1970)[7]